# Анди (Пийнътс)
Анди (Andy) е един от рядко появяващите се герои в поредицата от поредицата карикатури Пийнътс на Чарлс М. Шулц. Той е брат на Снупи и живее с другия брат Олаф във ферма. Анди се различава от Снупи само по това, че е рунтав.
Анди се появява за първи път през 1994 в епизод, в който той, Олаф и Спайк посещават Снупи в болницата. След като Снупи оздравява, тримата братя си тръгват, без да се сбогуват.
След това Анди и Олаф се появяват три пъти през същата година. Седят срещу плевня, размишлявайки по кой път да поемат. Повече не се появяват често.